# Le Dernier Rite
Série
Le Dernier Rite 2 : Les fantômes de la Géorgie
(2013)
Pour plus de détails, voir Fiche technique et Distribution.
Le Dernier Rite, ou Malédiction au Connecticut au Québec (The Haunting in Connecticut) est un film d'horreur américain de Peter Cornwell sorti en 2009.

## Synopsis
Pour se rapprocher de la clinique où leur fils malade d'un cancer est hospitalisé, les Campbell décident d'emménager dans le Connecticut. Ils ne savent pas que la charmante maison victorienne dans laquelle ils vont loger est un ancien dépôt mortuaire. Jonah, le fils du propriétaire, va bientôt les mettre en contact avec des morts maléfiques…

## Une histoire vraie
Ce film est inspiré de la famille Snedeker, victime de phénomènes paranormaux qui se seraient produits dans leur demeure à Southington (Connecticut).
En 1986, Allen et Carmen Snedeker déménagent avec leur fille et leurs trois garçons à Southington (Connecticut). En explorant sa nouvelle maison, la mère trouve des crucifix sur chaque porte et d'étranges articles dans le sous-sol. Il s'agissait d'outils utilisés par des entrepreneurs de pompes funèbres. Les Snedeker découvrent alors avec horreur que leur maison était autrefois un dépôt mortuaire. Leur fils aîné déclare alors avoir vu des fantômes ainsi que des visions terrifiantes. Carmen et Allen sont incrédules. Plus tard, ils sont victimes de phénomènes paranormaux et disent avoir été violés par des démons. Un jour, alors que Carmen lave le plancher de la cuisine, l'eau devient soudainement rouge sang avec une odeur de chair en décomposition. La famille contacte alors Lorraine et Ed Warren, experts en démonologie. Un exorcisme est réalisé en 1988 et les phénomènes ont depuis cessé. 
Cet événement a déjà fait l'objet d'un roman intitulé In a Dark Place de Ray Garton, publié en 1992 par l'éditeur Villard Books, et d'un film documentaire de John Kavanaugh, A Haunting in Connecticut en 2009.

## Fiche technique
Sauf indication contraire, les informations mentionnées dans cette section peuvent être confirmées par la base de données cinématographiques IMDb,  présente dans la section « Liens externes ».
- Titre original : The Haunting in Connecticut
- Titre français : Le Dernier Rite
- Titre québécois : Malédiction au Connecticut
- Réalisation : Peter Cornwell
- Scénario : Tim Metcalfe, Adam Simon
- Musique : Robert J. Kral
- Directeur artistique : Edward Bonutto
- Décors : Alicia Keywan
- Costumes : Meg McMillan
- Photographie : Adam Swica
- Montage : Tom Elkins
- Production : Paul Brooks, Daniel Farrands, >Scott Niemeyer et Wendy Rhoads
- Budget : 10 000 000 de dollars
- Format : Couleur - 2.35:1 • 35 mm - SDDS • DTS • Dolby Digital
- Langue : anglais
- Genre : Horreur, drame et thriller
- Durée : 
  - Version censurée : 92 minutes
  - Version non-censurée : 102 minutes
- Dates de sortie : 
  - États-Unis : 27 mars 2009
  - France : 1er juin 2012 (vidéo)
- Interdit aux moins de 12 ans lors de sa sortie en France

## Distribution
Légende : Version Québécoise = V.Q.
- Virginia Madsen (V.Q. : Manon Arsenault) : Sara Campbell
- Kyle Gallner (V.Q. : Nicolas Bacon) : Matt Campbell
- Elias Koteas (V.Q. : Manuel Tadros) : révérend Popescu
- Amanda Crew (V.Q. : Kim Jalabert) : Wendy
- Martin Donovan (V.Q. : Pierre Auger) : Peter Campbell
- Sophi Knight (V.Q. : Ludivine Reding) : Mary
- Ty Wood (V.Q. : Alexandre Bacon) : Billy Campbell
- D.W. Brown (V.Q. : Alexis Lefebvre) : Dr. Brooks